# أسرار الناس (فلم)
أسرار الناس فيلم مصري تم إنتاجه عام 1951، من إخراج حسن الإمام وبطولة فاتن حمامة ومحسن سرحان وحسين رياض.

## تمثيل
- فاتن حمامة
- محسن سرحان
- حسين رياض
- فريد شوقي
- شكري سرحان
- زوزو نبيل
- فاخر فاخر
- زكي إبراهيم
- عبد العزيز أحمد
- فردوس محمد
- سميحة توفيق

## روابط خارجية
- مقالات تستعمل روابط فنية بلا صلة مع ويكي بيانات